# 伯馬石油
伯馬石油公司（英語：Burmah Oil Company）是一家英国石油公司，该公司于1886年由苏格兰商人戴维·西姆·卡吉爾創辦於格拉斯哥。 最早是为开采英属缅甸的仁安羌油田而设立。該公司曾经是富时100指数的成分股。 1966年，伯馬石油收購了嘉实多，並將公司更名為“伯馬-嘉實多”。BP Amoco（现为BP）于2000年收购了该公司。

## 历史
伯马石油公司的前身是1871年创立于格拉斯哥的仰光石油有限公司（Rangoon Oil Company Ltd），从事英属缅甸油产品经销。1886年，仰光石油公司的所有者戴维·西姆·卡吉爾获准在上缅甸勘探石油，于是成立伯马石油公司，并将业务扩展至印度。“伯馬”（Burmah）是英语缅甸（Burma）的旧式拼写。戴维·西姆·卡吉爾治下，伯马石油公司百分之百垄断了缅甸的原油及副产品市场，并在印度取得13%的煤油供应份额。1904年，卡吉尔实施，由其子约翰·卡吉尔爵士继承公司所有权。伯马公司在缅甸、东巴基斯坦（今孟加拉国）、阿萨姆邦（今属印度）以“BOC”为品牌，在印度的余下部分和壳牌联合为“伯马壳牌”（Burmah-Shell）合资品牌。
1905年，伯马石油公司和英国海军部签订合同，为英军军舰供应燃油，取代煤炭。1908年，伯马石油公司成立子公司英国—波斯石油公司，持股97%，余下供公开交易。伯马公司成为大英帝国最大的石油公司。而英波石油公司后来更名为英伊石油公司，最终成为今日的英国石油——BP公司。在几乎整个20世纪，伯马公司都是世界石油业的重要角色。
伯马石油公司长期垄断缅甸采油业，直到1901年美国标准石油公司入缅，才打破这一局面。1963年，缅甸总理奈温推行国有化政策，伯马石油公司亦就此退出缅甸。其在缅甸的充公资产则重组成为缅甸国有的缅甸油气企业。伯马公司则在南亚、澳大拉西亚、美洲和北海地区展开新勘探项目。1966年，伯马公司收购嘉实多，更名为伯马—嘉实多。
1964年，由于二战期间英军执行焦土政策而炸毁缅甸油气设施，伯马石油公司起诉英国政府，要求赔偿，是为伯馬石油有限公司訴總檢察長案。虽然本案在上院法官处以3比2通过，但英国议会于翌年通过《1965年戰爭損害法令》，推翻该判例。
20世纪70年代第一次石油危机后，伯马公司陷入较大亏损。1974年，英格兰银行出资补救，并为该公司6.5亿美元的外币债务担保，给予其一年的宽限期调整其规模和战略。
2000年，伯马公司被BP Amoco（现为BP）收购。